# Heterobasidion
Гетеробазидіон (Heterobasidion) — рід грибів родини Bondarzewiaceae. Назва вперше опублікована 1888 року.
Види цього роду включають гриби, що викликають загнивання, які можуть вбивати дерева. 
В Україні зустрічаються Гетеробазидіон багаторічний (Heterobasidion annosum), Гетеробазидіон дрібнопоровий (Heterobasidion parviporum).

## Галерея

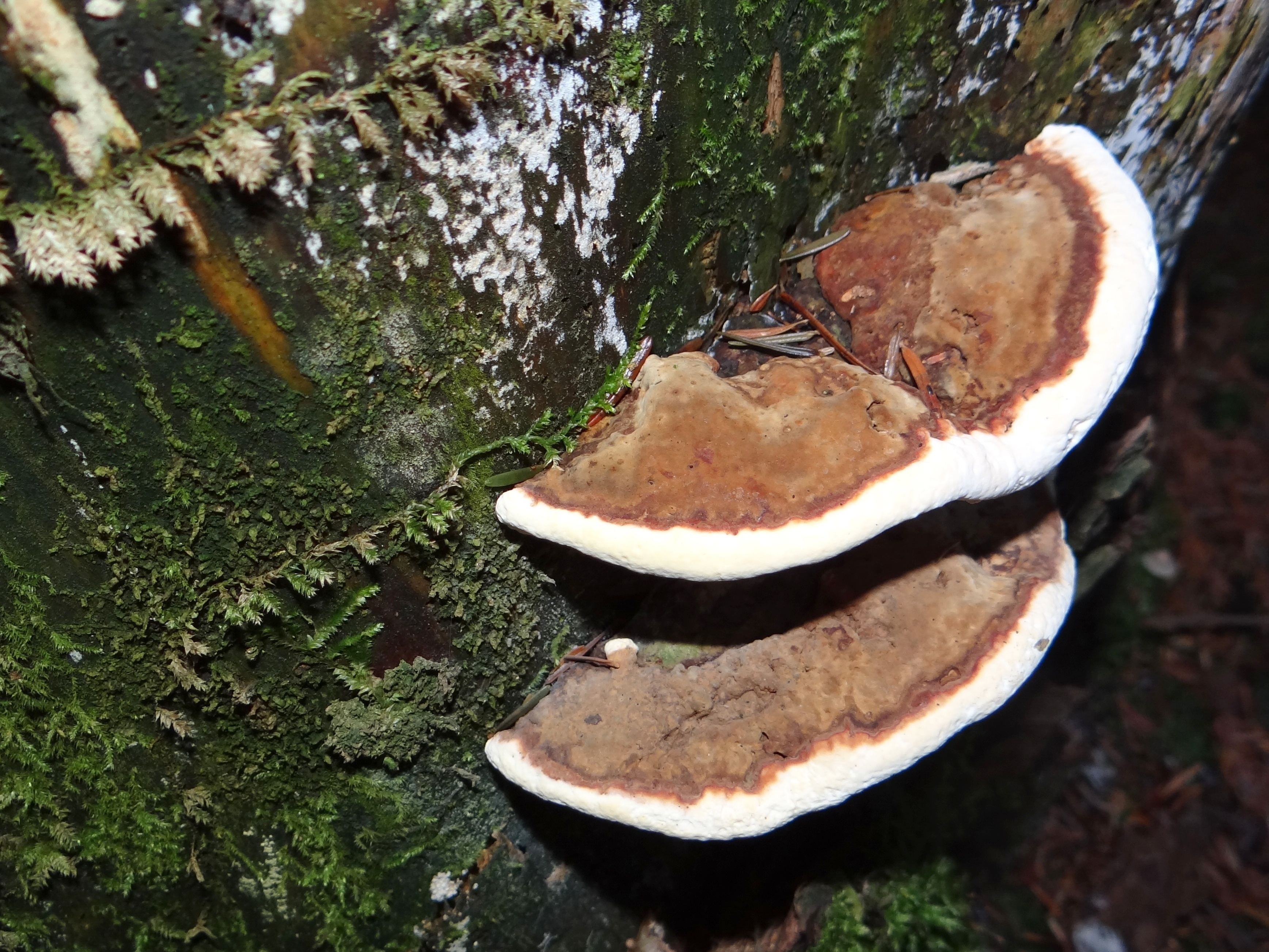
Heterobasidion abietinum
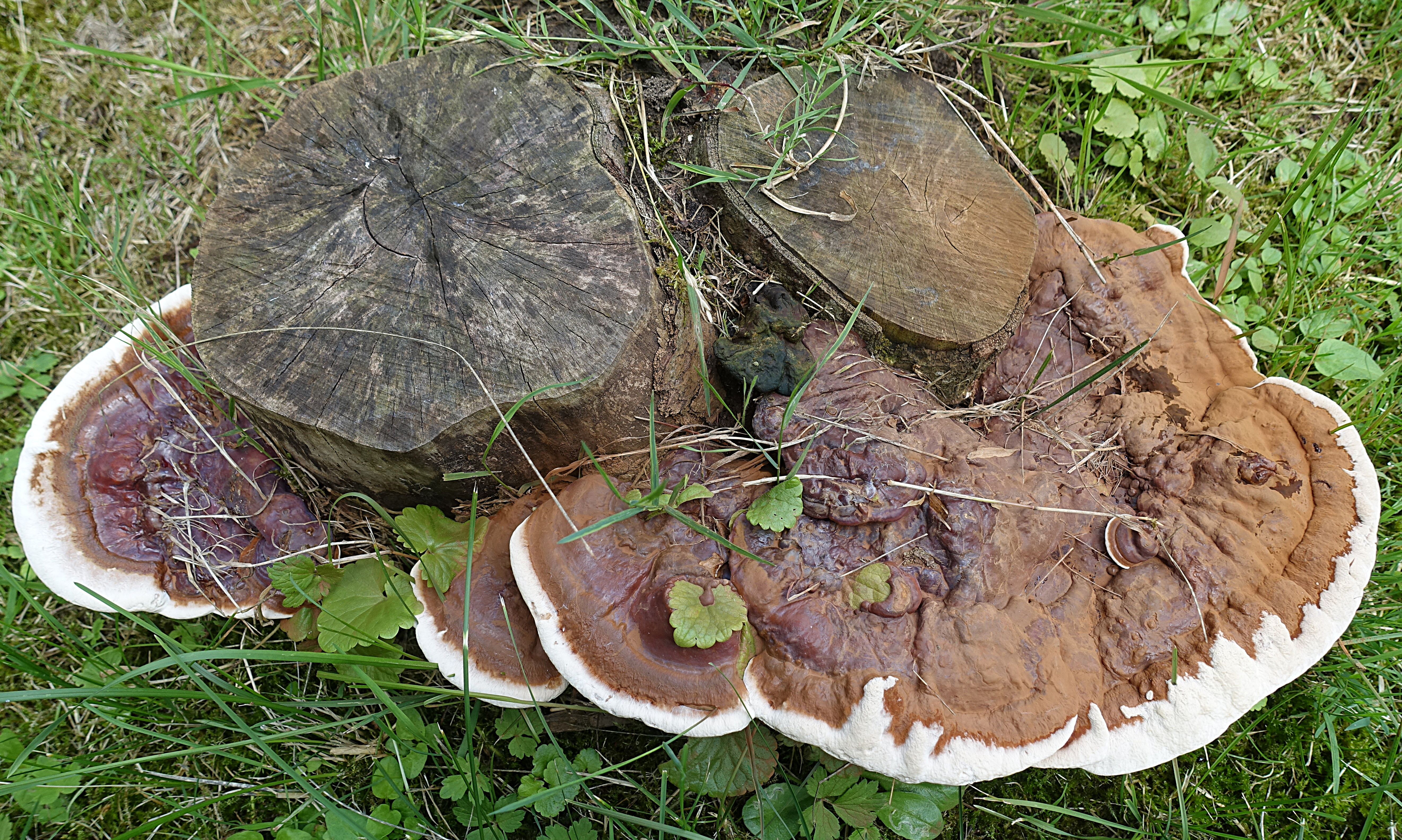
Heterobasidion annosum
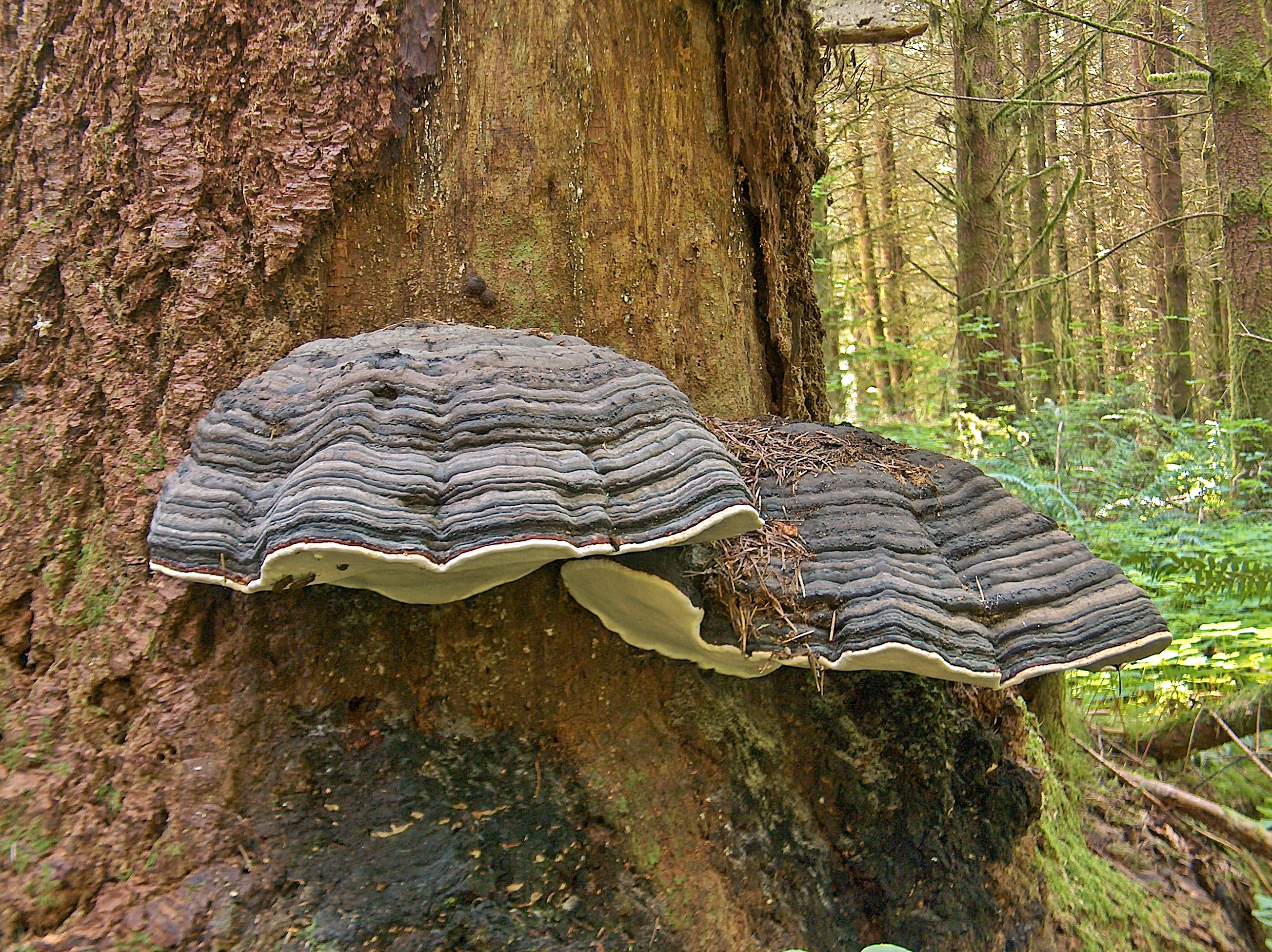
Heterobasidion occidentale